# Ешимово
Ешимово (мар. Эшимсола) — деревня в Новоторъяльском районе Республики Марий Эл. Входит в состав Чуксолинского сельского поселения.

## География
Находится в северо-восточной части республики Марий Эл на расстоянии приблизительно 9 км по прямой на север от районного центра посёлка Новый Торъял.

## История
Известна с 1834 года, когда в деревне было 29 домов, 177 жителей, проживали ясачные новокрещённые крестьяне, черемисы. В 1884 году деревня Толмань Ешимов входила в Кужнурскую волость Уржумского уезда Вятской губернии, в 27 дворах жил 161 человек. В 1925 году в Ешимово проживали 197 человек. В 1939 году в селении было 225 жителей. В 1970 году в 19 домах проживали 120 жителей, в 1980 60 человек. В 2002 году в деревне насчитывалось 11 домов. В советское время работали колхозы «Толмань ушем» и имени Кирова.

## Население
Население составляло 17 человек (мари 94 %) в 2002 году, 1 в 2010.

## Достопримечательности
Священная роща в километре к югу от деревни. Объект культурного наследия регионального значения